# Nippodysaphis
Nippodysaphis  (лат.) — род тлей из подсемейства Aphididae. Эндемик Японии.

## Описание
Мелкие насекомые, длина 2,3 мм.
Ассоциированы с растениями Deutzia crenata. Близок к тлям рода Dysaphis (Pomaphis)
.
- Nippodysaphis deutziae (Hille Ris Lambers, 1965)
  - =Neodysaphis deutziae Hille Ris Lambers, 1965